# Exema neglecta
Exema neglecta är en skalbaggsart som beskrevs av Willis Blatchley 1920. Exema neglecta ingår i släktet Exema och familjen bladbaggar. Inga underarter finns listade i Catalogue of Life.